# Gambia Muslim Congress
Die Gambia Muslim Congress (GMC) (deutsch Gambische moslemische Zusammenkunft) war eine politische Partei in Gambia.

## Geschichte
Sie wurde im Januar 1952 in der britischen Kolonie Gambia als zweite politische Partei gründet. Sie entstand aus der Bathurst Young Muslims Society und weiteren kleinen Verbänden unter der Führung von Ibrahima Momodou Garba-Jahumpa.
Sie verstand sich als Kombination der religiösen Zugehörigkeit und politischer Aktivität. In diesem Belangen war die Partei nicht erfolgreich. Garba-Jahumpa arbeitete mit der Kolonialverwaltung zusammen und ein gewähltes Mitglieds in einem Vorläufer des Parlamentes. Retrospektiv betrachtet schadete aber diese Zusammenarbeit das Ansehen der Partei.
Vor den Parlamentswahlen 1960 vereinigte sich die GMC mit der Gambia Democratic Party (GDP) unter der Führung Reverend John Colley Faye und bildete die neue Partei Democratic Congress Alliance (DCA).
Politische Differenzen zwischen Garba-Jahumpa und Faye führten aber zur baldigen Auflösung der DCA. Garba-Jahumpa setzte seinen Weg in die neu gegründete Gambia Congress Party (GCP) fort.

## Wahlergebnisse
| \| Wahlergebnisse \| Wahlergebnisse \| Wahlergebnisse \| Wahlergebnisse \| Wahlergebnisse \| \| Wahl \| Jahr \| Stimmenanzahl \| Stimmenanteil \| Sitze oder Präsidentschaftskandidat \| \| -------------- \| -------------- \| -------------- \| -------------- \| ----------------------------------- \| \| Parlament \| 1954 \| 1.569 \| 21,0 % \| 1 von 4 \| | Stimmanteile (in %) 25%20% 15%10% 5% 0% 54 |               |               |                                     |
| Wahlergebnisse |                                            |               |               |                                     |
| Wahl | Jahr                                       | Stimmenanzahl | Stimmenanteil | Sitze oder Präsidentschaftskandidat |
| Parlament | 1954                                       | 1.569         | 21,0 %        | 1 von 4                             |